# Roxcy Bolton
Roxcy Bolton (Duck Hill, 3 de junho de 1926 – Coral Gables, 17 de maio de 2017) foi uma pioneira ativista pelos direitos civis e feminista norte-americana.
Residente em Miami, Roxcy começou a questionar os nomes dados aos furacões, que são todos femininos e como isso era desrespeitoso para com as mulheres, sugerindo que uma lista de nomes masculinos também fosse criada para os fenômenos.

## Biografia
Roxcy nasceu em Duck Hill, no Mississippi, em 1926, uma minúscula cidade com menos de mil habitantes. Ainda muito jovem, sua ambição era ser congressista. Aos dez anos, ela assistiu, junto dos habitantes da cidade, ao linchamento de dois homens negros, fato que foi determinante para sua luta pelos direitos civis. Entretanto, ela foi membro da United Daughters of the Confederacy, uma associação hereditária americana de mulheres do sul, criada em 1894 em Nashville, no Tennessee. Os objetivos declarados da organização incluem a comemoração dos soldados confederados e o financiamento da construção de memoriais para esses homens.
Depois de concluir o ensino médio, Roxcy se mudou para Miami. Lá ela trabalhou como secretária e foi membro da juventude do Partido Democrata, e se casou com o oficial da Guarda Costeira, William Charles Hart, com quem teve um filho, Randall (morto em 2000). O casal se divorciou depois de cinco anos de casamento.
Em 1960, ela se casou com o comandante da Marinha, David Bolton, também membro do Partido Democrata. Por um tempo, o casal morou no Japão e na Carolina do Sul, até que Bolton foi estacionado na base de Coral Gables, na Flórida. O casal teve três filhos, Bonnie Dee Bolton, David Bolton Jr., and Baron "Buddy" Bolton.

## Ativismo
Roxcy dedicou sua vida ao ativismo. Ainda que preferisse a conversa civilizada como ponto de partida para discutir feminismo e direitos civis, ela podia ser bastante combativa em suas ideias. Seu ativismo começou na década de 1950, grandemente influenciada por Eleanor Roosevelt e seu discurso na convenção democrata de 1956.
Em 1966, Roxcy trabalhou para a National Organization for Women, da Flórida, atuando como presidente da divisão de Miami e vice-presidente em nível nacional em 1969. Neste mesmo ano, ela desafiou a convenção de vários restaurantes que insistiam em manter uma seção separada para homens em seus estabelecimentos. Em 1972, ela fundou a associação Women in Distress, um abrigo para mulheres agredidas e sem teto.
No mesmo ano, ela liderou um grupo de mulheres que tomou o escritório do reitor da Universidade de Miami, exigindo que mulheres do departamento recebem promoções, equidade salarial e benefícios. Ainda em 1972, ela encorajou o presidente Richard Nixon a emitir uma proclamação homenageando o Women's Equality Day, o que ele fez, comemorado nos Estados Unidos em 26 de agosto, data em que a Emenda XIX à Constituição dos Estados Unidos em 1920 foi adotada, garantindo o voto feminino no país. Roxcy foi ativa no movimento dos direitos civis e na emenda pelos direitos iguais à constituição, tendo persuadido o senador Birch Bayh a introduzir a emenda no Congresso.

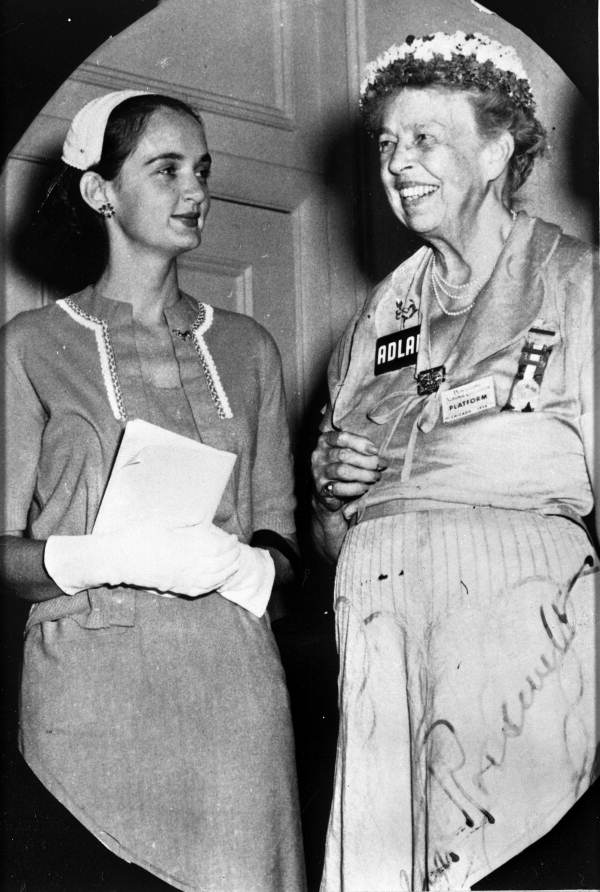
Roxcy Bolton com Eleanor Roosevelt após o discurso de Eleanor na Convenção Nacional do Partido Democrata, em 1956.

Roxcy liderou os esforços para a criação do Women’s Park, em Miami, que abriu em 1992 como o primeiro parque aberto dos Estados Unidos a honrar o passado e o presente de mulheres em posição de liderança. Em 1994, ela doou cartas, livros e outros papéis pessoais para a Biblioteca Estadual e Arquivos da Flórida. Objetos pessoais foram doados para o Museu da História da Flórida. Sua casa em Coral Gables é protegida pela secretaria de patrimônio histórico do estado desde 1999. Em 1998, Roxcy sofreu um AVC, o que a fez diminuir o ritmo em seu ativismo.
Roxcy também abriu o influente Tiger Bay Club para mulheres. No condado de Miami, iniciou o programa de reabilitação para jovens prostitutas da cidade, onde se ofereciam cursos profissionalizantes para mulheres presas ou buscando deixar as ruas, além de ajudar aquelas que tentavam largar o vício em drogas. Também insistiu com companhias aéreas a oferecer programas de licença maternidade para suas comissárias de voo ao invés de mandá-las embora, como era prática na época.
Em sua carreira de ativista feminista, ela lutou em várias frentes: programas de prevenção de estupros, furacões com nomes masculinos, amamentação em espaços públicos, acesso à carreira militar para mulheres, fim de propagandas machistas e que explorassem o corpo feminino, fim da segregação racial e de gênero e tratamento humanitário aos refugiados.
Em 1971, Roxcy liderou a primeira marcha nacional contra o estupro, reunindo cem mulheres de várias vertentes e alguns homens, que marcharam pelo centro da cidade e foram até o tribunal estadual. Em 1974, ela fundou o primeiro centro nacional de tratamento de vítimas de estupro no Jackson Memorial Hospital, em Miami, depois renomeado para Roxcy Bolton Rape Treatment Center, em 1993. O centro serviu como um protótipo para os vários centros semelhantes que seriam abertos nos anos seguintes no país.
Seu trabalho levou ao conhecimento do público e da polícia vários casos de estupros não-notificados e foi vital para que se considerasse o estupro como um crime hediondo e que ele fosse prioridade nas investigações policiais. Em 1994, ela foi inserida no Florida Women's Hall of Fame por seu trabalho incansável a favor dos direitos das mulheres e por tornar o estupro uma prioridade para a polícia e para os promotores públicos.
Roxcy peitou o N.O.A.A (Administração Oceânica e Atmosférica Nacional) dos Estados Unidos a mudar os nomes dados aos furacões e que incluíssem nomes masculinos na lista. Os meteorologistas tinham adotado uma antiga tradição naval em 1953. Vinte e seis naos depois da primeira publicação e dez anos depois de fazer a primeira reclamação junto ao órgão, a prática foi enfim eliminada e o primeiro furacão com nome masculino foi nomeado em 1979, Furacão Bob.

## Lesbofobia
Em 1976, Roxcy deixou a National Organization for Women, da Flórida, após a criação de um grupo de lésbicas. Ela declarou que a organização tinha uma responsabilidade "para com a família e as crianças".

## Morte
Roxcy Bolton morreu na manhã de 17 de maio de 2017, no Doctor's Hospital de Coral Gables, aos 90 anos. Ela foi sepultada no Cemitério Municipal de Miami.